# NGC 7
NGC 7 este o galaxie spirală din constelația Sculptorul. A fost descoperită de John Herschel în 1834.